# Halston

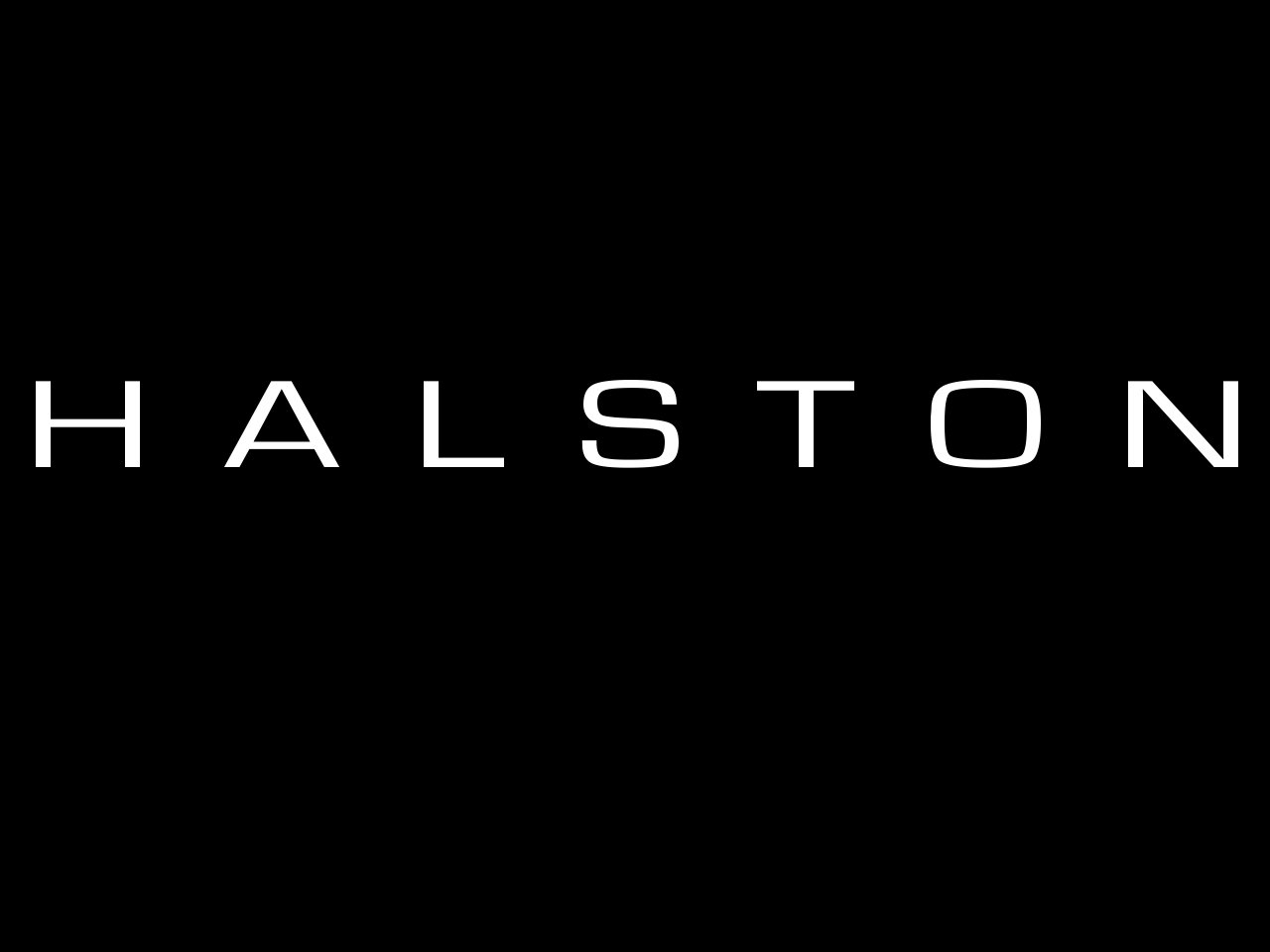
logo original de Halston.

Roy Halston Frowick (Des Moines, 23 de abril de 1932 - San Francisco, 26 de marzo de 1990), también conocido como Halston, fue un diseñador de moda estadounidense famoso en los años 1970.
Halston fue un maestro del corte, el detallado y el terminado. Sus diseños limpios y minimalistas, a menudo confeccionados en cachemira o ultragamuza, causaron sensación a mediados de los años 1970 y redefinieron la moda estadounidense con un nuevo estilo urbano y relajado para la mujer. Vistió y fue amigo de algunas de las mujeres más glamurosas del mundo. Jackie Kennedy, Elizabeth Taylor, Babe Paley, Hope Portocarrero, Silvana Mangano, Lauren Bacall, Martha Graham, Bianca Jagger y Liza Minnelli eran algunas de las mujeres que vestían Halston.

## Primeros años de vida
Roy Halston Frowick nació en Des Moines, Iowa, fue el segundo de los dos hijos de un contable noruego-estadounidense al cual le apasionaba inventar. Halston desarrolló un temprano interés por la costura de su abuela y comenzó a crear sombreros y modificar la ropa para su madre y hermana mayor. Roy se graduó de la preparatoria en 1950, luego asistió a la Universidad de Indiana por un semestre. Después de que la familia se mudara a Chicago en 1952, tomó un curso nocturno en el Instituto de Arte de Chicago, y trabajó como escaparatista.

## Vida pública
Su primera gran oportunidad llegó cuando el Periódico "Chicago Daily News" publicó una breve historia de sus sombreros. En 1957 abrió su primera tienda, el "Boulevard Salon" en la Avenida Michigan. Fue en esta época que comenzó a usar su segundo nombre como su apodo profesional.
Con la ayuda del estilista de celebridades André Basil, Halston continuó desarrollando su carrera mudándose a Nueva York a finales de 1957. Basil presentó a Halston a la sombrerera Lilly Daché, quien le ofreció un trabajo. En un año había sido nombrado codiseñador en Daché, se había convertido en el nuevo mejor amigo de varios editores de moda, y dejó el estudio de Daché para convertirse en modisto jefe de sombreros para los grandes almacenes Bergdorf Goodman.
Cuando Jacqueline Kennedy asistió a la investidura de su esposo como presidente de los Estados Unidos en enero de 1961, vestía un abrigo de Oleg Cassini y un sombrero de Halston. El sombrero, más bien grande, calzaba perfectamente en la cabeza de la señora Kennedy. La simple y poco ornamentada creación de Halston fue copiada por mujeres alrededor del mundo.
La simplicidad fue la característica de las creaciones de Halston, también en la ropa a la que se dedicó desde 1969, cuando los sombreros habían dejado definitivamente de ser un complemento estándar. A mediados de los años 1970 cuando los estilos étnicos campesinos estaban triunfando entre todos los diseñadores europeos, Halston, que odiaba la ornamentación y la calidad tan poco norteamericana de aquellos diseños fue en contra de esta tendencia. En un desfile de modas en 1973 en Versalles, donde diseñadores estadounidenses fueron invitados a presentar sus trabajos al lado de importantes diseñadores franceses, Halston impactó al mundo de la moda por la increíble pureza de sus vestidos.
El estilo Halston se basaba en principios mínimos y conceptuales: suéteres de cachemira, vestidos camiseros cortos, pantalones simples y elegantes, caftanes fluidos, en lugar de "vestidos caprichosos". 

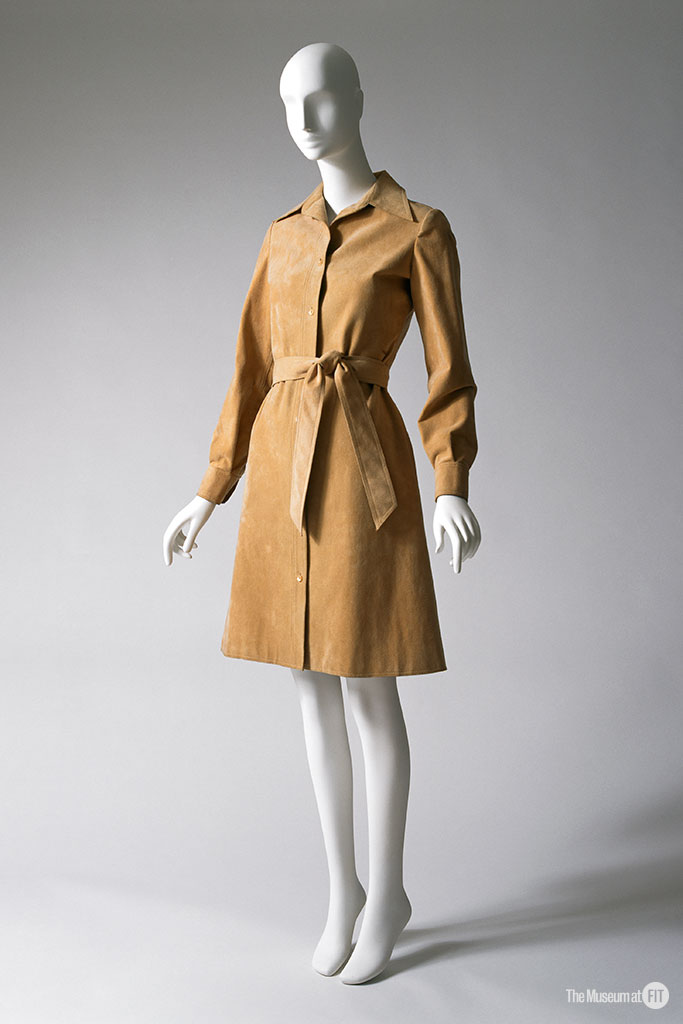
El famoso vestido camisero Ultrasuede de 1972.

Incluso su ropa casual era glamurosa y sensual en su simpleza. Su paleta de colores eran marfil, negro y rojo, pero entendía el principio del acento y el énfasis, usando fucsia, azul eléctrico y borgoña profundo.
El atuendo más conocido de Halston fue el vestido camisero "Ultrasuede", denominado "Modelo número 704" en sus inicios, el cual presentó en 1972. Fue uno de los vestidos más populares en Estados Unidos en los años 1970. Su éxito surgió por la elección que Halston hizo de los colores, el hecho de que el vestido era simple y la conveniencia de que fuera posible lavarlo en lavadora.
A finales de los años 1970 y principios de los años 1980, Halston no solo era conocido por sus diseños, sino también por su participación en la vida nocturna de Nueva York. Era una de las caras frecuentes en la conocida discoteca neoyorquina Estudio 54. Uno de los más famosos eventos en la decadente historia del 54 fue la fiesta de cumpleaños que Halston ofreció para Bianca Jagger en 1977.
A principios de los años 1970 Halston se enamoró de un decorador de interiores venezolano llamado Víctor Hugo. A través de Hugo conoció y se hizo amigo de su contraparte perfecta en el mundo del arte, Andy Warhol.
A finales de los años 1970 y principios de los años 1980, Halston se entregó a un estilo de vida hedonista y frecuentemente aparecía en las columnas de chismes. Durante este tiempo, se le vio en fiestas con su amiga Liza Minnelli y solía realizar escapadas a Fire Island, una isla de Nueva York frecuentada por gays. Patricia Mears informa que aprovechaba la disponibilidad de drogas en los clubes nocturnos que frecuentaba.

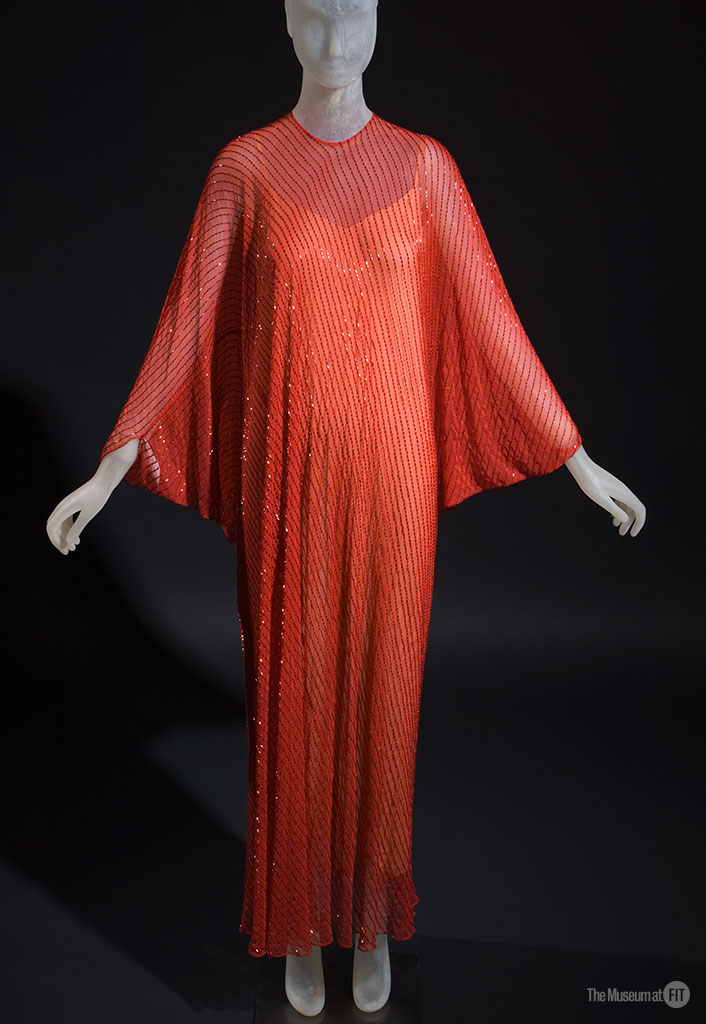
Caftán de noche de nailon con cuentas de vidrio, 1977.

La marca Halston pasó a formar parte de Industrias Norton Simon en 1973. En 1975 agregó ropa de hombre y un perfume a su imperio. El perfume fue conocido simplemente como "Halston" y estaba en una botella diseñada por su íntima amiga Elsa Peretti, quien terminaría diseñando joyas para Tiffany & Co. gracias a la recomendación personal de Halston. En 1977, las ventas del perfume habían generado 85 millones de dólares.
Sin embargo, su asociación con Industrias Norton Simon, no trajo el beneficio económico que Halston esperaba. Negándose a permitir que su nombre estuviera en algo que no hubiera sido diseñado personalmente por él, fue difícil llegar al nivel de productividad esperado aunque su firma fue vista en todo, ropa masculina y femenina, equipaje, bolsos, lencería y ropa de cama, gafas, hasta los uniformes usados por los empleados de la compañía de alquiler de automóviles "Avis".
A medida que su fama y poder crecían, también sus modelos ganaron reconocimiento. Sus modelos favoritas incluyeron a Pat Cleveland, Anjelica Huston, Heidi Goldberg, Beverly Johnson, Nancy North, Alva Chinn, Connie Cook y Pat Ast. Apodadas las "Halstonettes", no solo aparecían juntas en revistas y anuncios de ropa y cosméticos, sino que acompañaban a modo de séquito al diseñador, animando sus eventos y asistiendo a sus fiestas, actuando como sus musas de diferentes etnias: Halston fue uno de los primeros diseñadores en contratar modelos de diferentes razas para modelar en sus desfiles y posar en sus anuncios.

## Declive y últimos años de vida
En 1981 Industrias Norton Simon le pidió a Halston que diseñara una gama de ropa, accesorios, cosméticos y perfumes asequibles para los grandes almacenes J.C. Penney. Aceptó, pero la decisión tendría graves consecuencias negativas. Hasta ese momento, ningún diseñador de alta moda había licenciado sus diseños a una cadena de tiendas minorista de gama media. Si bien Halston estaba entusiasmado y creía que el trato expandiría todavía más su marca, el trato dañó su imagen ante los minoristas de alta moda que sentían que su nombre había sido "abaratado". Bergdorf Goodman rechazó sus colecciones, y antiguos amigos y fieles clientes abdicaron ante otros diseñadores. En 1983, la marca Halston Limited, propiedad de Norton Simon, fue adquirida por Esmark Inc. y Halston comenzó a perder el control de la empresa con su nombre y a sentirse frustrado. Cuando la marca continuó cambiando de manos sucesivamente acabó perdiendo el control por completo y se le prohibió crear diseños para Halston Enterprises en 1984. Intentó recomprar su empresa mediante largas negociaciones. Halston Enterprises fue adquirida por Revlon en 1986, que le pagaba un salario pero había dejado de diseñar para la empresa. Ya solo creaba para familiares y amigos, como Liza Minnelli y Martha Graham. Al terminar su contrato con Revlon, pensaba renovarlo pero detuvo las negociaciones al enterarse de que la compañía planeaba continuar la línea sin su opinión. La línea continuaría con otros diseñadores hasta 1990, cuando Revlon la cerró aunque continuó comercializando los perfumes.
A su carrera en descenso se unió una salud que estaba fallando. Halston se retiró del mundo de la moda. Fue diagnosticado con sida en 1988. Murió de cáncer pulmonar relacionado con el sida en San Francisco, California, el 26 de marzo de 1990; sus restos fueron incinerados.